# 日本プロテニス協会
公益社団法人日本プロテニス協会（にほんプロテニスきょうかい、英: Japan Professional Tennis Association、略称:JPTA）は、日本国内におけるプロテニスコーチとプロテニスプレイヤーによる組織である。
プロテストや各種セミナー、ジュニア育成、普及活動などを行っている。

## 沿革
- 1972年 - 株式会社日本プロテニス協会として設立[2]。
- 1973年 - 日本プロテニス協会発足[2]。
- 1989年 - 社団法人日本プロテニス協会設立[2]。
- 2011年 - 公益社団法人に移行[2]。
- 2009年 - 日本テニス協会などとともに日本テニス連合結成に参加[3]

## 主な主催大会
- 能登国際女子オープンテニス

## 歴代理事長
1. 石黒修
2. 柳恵誌郎
3. 中嶋康博
4. 佐々章
5. 渡辺功
6. 佐藤直子
7. 富岡信也
8. 藤沼敏則

## 役員
2019年2月20日現在
- 会長：山東昭子
- 副会長：渡辺功、内田龍之

- 名誉顧問：藤井孝男
- 顧問：森良一、渡辺力、手塚雄士
- 理事長：藤沼敏則
- 副理事長：（不在）
- 専務理事：（不在）
- 常務理事：荒井英樹、太田耕造、小野修七郎、富田龍一郎
- 理事：井上丈士、岡部幸人、金丸由紀、渋谷一義、桑原崇、白戸仁、茶圓鉄也、林浩司、安川裕也、山本育史

- 監事：鈴木継一